# Matglas

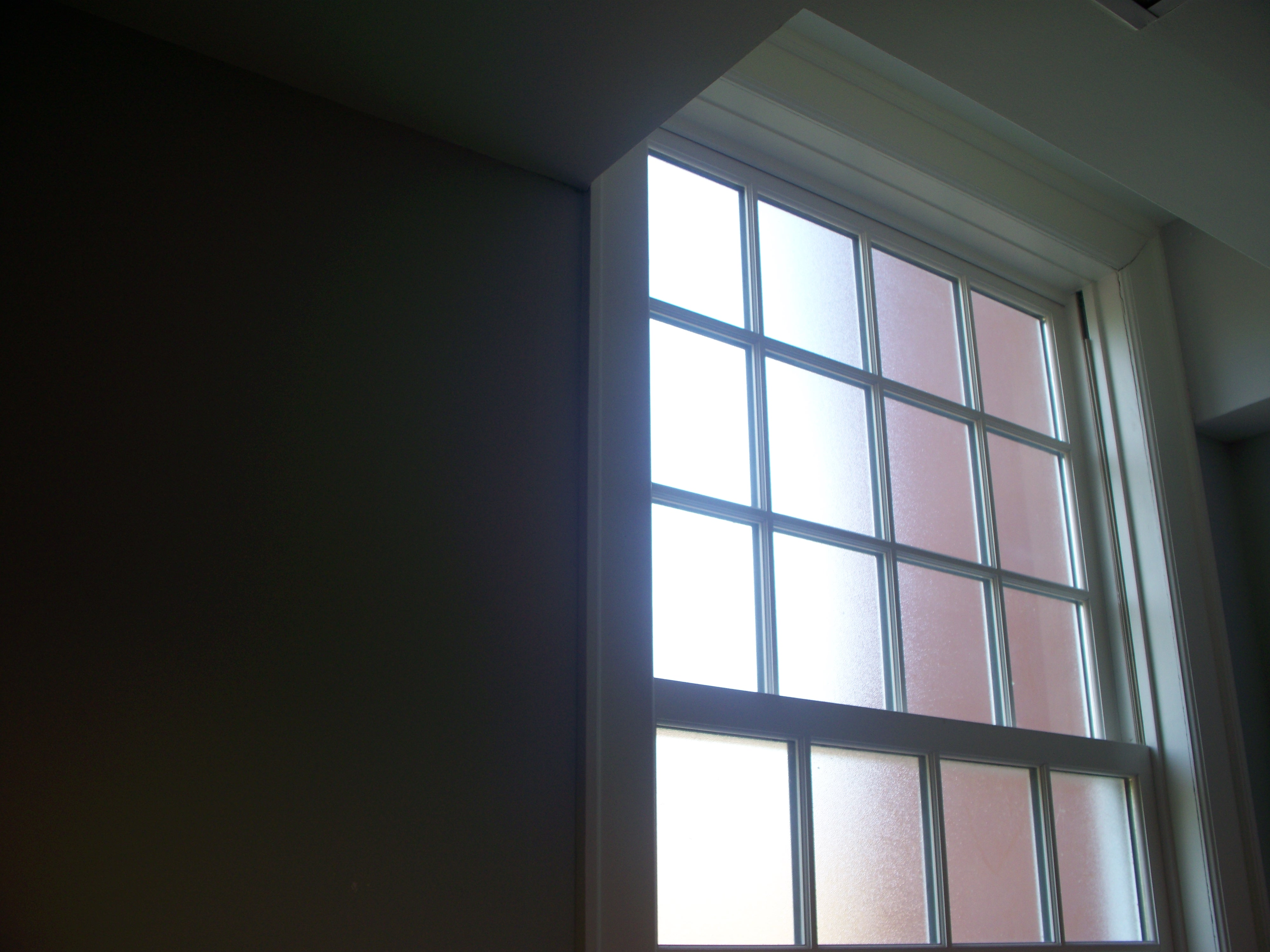
Matglas in een badkamervenster (2008)

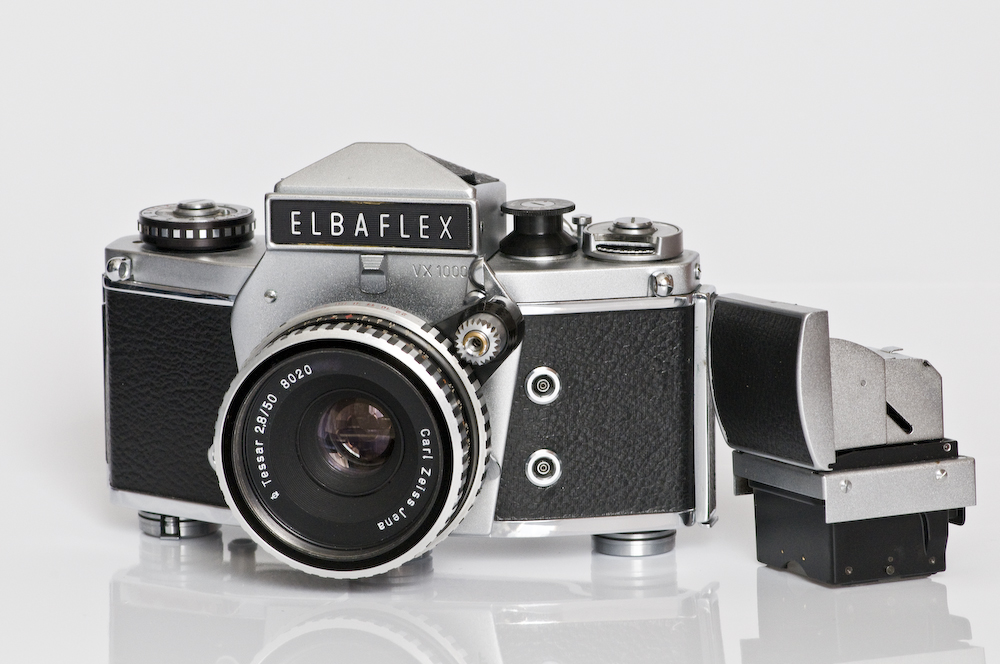
Camera met uitgenomen zoeker met matglas (1968)

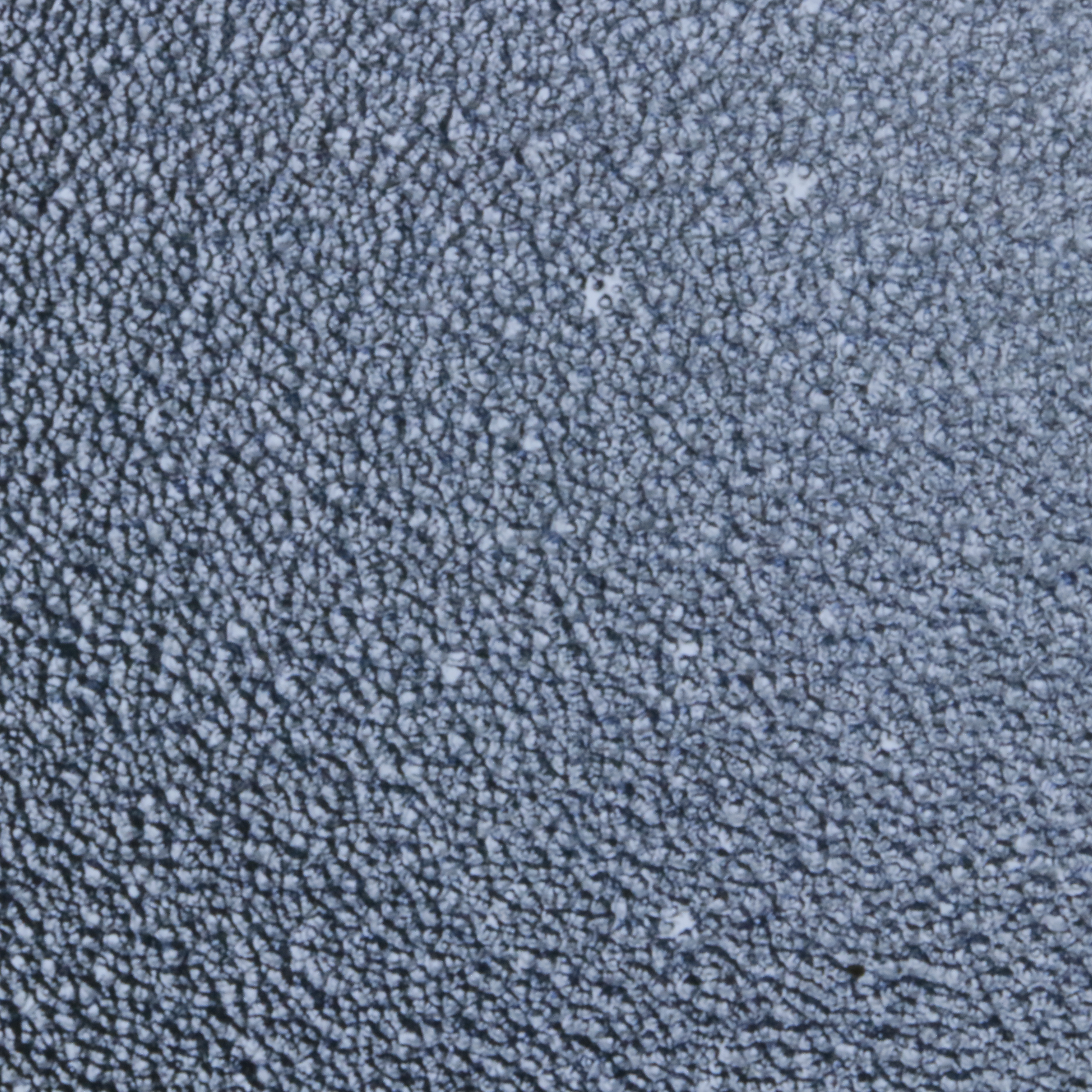
Matglas oppervlak 5 maal vergroot, zichtbaar oppervlak: 3 x 3 mm (2022)

Matglas (ook melkglas genoemd) is glas dat mat wordt gemaakt door behandeling met een slijpmiddel of een zuur, waardoor het licht dat er opvalt wordt verstrooid. Het matglas-effect kan ook worden bereikt door een matte glasfolie op glas of transparant perspex te plakken. Het wordt in figuurlijke zin gebruikt om aan te geven dat iets niet helder is.
Een matglas wordt van oudsher gebruikt in de optica om een door een lens gevoerde lichtbundel weer te geven. De fotograaf keek toen onder een doek op het matglas van zijn camera om het (omgekeerde) beeld scherp te kunnen stellen, nam het frame met matglas uit, schoof daar de filmcassette met het lichtgevoelige materiaal voor in de plaats en drukte dan af. Meestal op vlakfilm, maar ook werd voor straatgebruik gelijk fotopapier gebruikt. Tegenwoordig wordt het matglas gebruikt in de zoekers van analoge spiegelreflexcamera's en in technische en systeemcamera's. 
Een ander gebruik van matglas is in de bouw. Dit is geen ander gebruik dan om doorkijken moeilijker te maken of ter decoratie. Zo zijn de wanden van douchecabines nogal eens gedeeltelijk of geheel van perspex met matglas-effect gemaakt. Een veel gebruikte methode is om een ruit voor deel aan de onderzijde te gritstralen, om wat zich erachter bevindt aan het directe zicht te onttrekken. In dat geval worden er vaak motieven in aangebracht, voor de sier.
Matglas wordt ook gebruikt bij het vinkenzetten waar de vinkenkooien met matglas geblindeerd worden om de vink niet af te leiden.